# Костел Успіння Пресвятої Богородиці (Ладижин)
Костел Успіння Пресвятої Діви Марії — культова споруда в м. Ладижин, Вінницька область.

## Давня історія
Перший католицький храм у Ладижині був зведений не пізніше 1606 р.(за даними актів луцького синоду 1726 р.). У 1797 році Северин Потоцький збудував деревʼяний костел. У 1805 році був реставрований коштом Миколая Питинського.
У 1823 р. коштом Міхала Собанського збудовано кам'яний костел Успіння Пресвятої Богородиці (Вознесіння діви Марії). У 1850 р. він був освячений біскупом Любенським. У 1908 р. був реставрований.

## Закриття за радянського часу
Костел радянська влада закрила 1925 року, потім його перебудували під школу та виробничий комбінат. 
 З 1937 р. у приміщенні костелу працювала Ладижинська школа № 1.

## Відновлення в незалежній Україні
У 2011 році католицькій релігійній громаді повернути парафіяльний будинок. У цьому будинку було відкрито каплицю.
У липні 2018 року міська влада передала у власність парафії земельну ділянку, на якій розміщено цей храм, що перебуває в аварійному стані.
15 серпня 2018 року до парафії повернуто Римський Міссал (рік видавництва — 1900), який в часи гонінь був вивезений з Ладижина, та зберігався довгі роки в с. Копіївка Тульчинського р-ну, а потім — в Тульчині.

## Метричні книги
Метричні книги зберігаються в Державному архіві Хмельницької області.